# Wadi Maghara
Das Wadi Maghara (arabisch وادي المغارة, DMG Wādī al-Maġāra ‚Tal der Höhle‘; altägyptisch chetiu mefkat) ist ein Felstal auf der Sinai-Halbinsel. Es ist für seine pharaonischen Felsreliefs und altägyptischen Bergwerke bekannt.

## Forschungsgeschichte
Erste nachchristliche Reiseberichte verfasste der Forscher Ulrich Jasper Seetzen im Jahre 1809. Eine bedeutende Forschungsexpedition leitete Karl Richard Lepsius in den Jahren 1842–1845, während der er mehrere Felsenreliefs zeichnerisch dokumentierte. Eine zweite Expedition erfolgte 1868 durch das British Ordnance Survey unter Leitung der Captains C. W. Wilson und H. S. Palmer. Sir William Matthew Flinders Petrie nahm 1904–1905 erste Ausgrabungen an den antiken Minen und Untersuchungen der Felsinschriften vor.
1932 führte die englische Harvard University eine Expedition ins Wadi Maghara durch, bei der nabatäische Felsreliefs im benachbarten Wadi Qena entdeckt wurden. Weitere Expeditionen fanden von 1967 bis 1987 statt, darunter die unter dem Forscher Raphael Giveon, der das Relief des Königs (Pharao) Djoserteti wiederentdeckte.

## Topografie
Das Wadi Maghara liegt auf dem südlichen Sinai etwa 19 km Luftlinie östlich der am Golf von Suez liegenden Ortschaft Ras Abu Rudeis und durchläuft als Schlucht ein Sandsteingebirge. Es ist reich an natürlichen Vorkommen von Kupfererz und Türkis. Das Hochplateau von Serabit el Chadim ist nur 10 km nördlich davon entfernt. Dort hatten die alten Ägypter seit etwa 1920 v. Chr. einen großen Tempelkomplex errichtet, der vor allem der Göttin Hathor, der Schutzgöttin der Arbeiter in den Kupfer- und Türkisminen, gewidmete war.
An der Ostseite der Steilhänge finden sich Überreste schlichter Behausungen ehemaliger Steinbrucharbeiter, an der Westseite hingegen liegen die Eingänge der alten Bergwerksstollen. Dort sind auch die Felsbilder und Stelen der Könige zu sehen. Viele von ihnen sind über die Jahre zerstört worden. Solche, die gerettet werden konnten, wurden in das ägyptische Museum von Kairo gebracht.
Das einzige Felsbild, das sich noch immer im Wadi Maghara befindet, ist das des Königs Djoserteti aus der 3. Dynastie, das früher fälschlicherweise Semerchet (1. Dynastie) zugesprochen wurde.

## Historische Bedeutung im Alten Ägypten
|                                             |                       |                            |
| Felsrelief des Sanacht aus dem Wadi Maghara | Felsrelief des Djoser | Sandsteinrelief des Snofru |

Das Wadi Maghara muss den alten Ägyptern schon sehr früh bekannt gewesen sein. Eine Felsinschrift aus der Regierungszeit des Königs Semerchet (1. Dynastie) belegt eine Expedition in, bzw. durch das Wadi zu Tausch- und Handelszwecken.
Felsenreliefs mit den Namen und Abbildungen von Königen finden sich im gesamten Wadi und stammen aus dem Alten Reich, dem Mittleren Reich und dem Neuen Reich. Alle Herrscher dieser Epochen entsandten zahlreiche Expeditionen ins Wadi Maghara, um dort die Vorkommen an Kupfer, Türkis und Malachit ausbeuten zu lassen.
Bekannte Beispiele sind unter anderem die Könige Sanacht und Snofru, der außerdem einen Militärstreich gegen die im Wadi Maghara ansässigen Iuntiu führte, um die Gebiete zurückzuerobern, die von den Ägyptern nur zeitweise genutzt werden konnten. Asosi (5. Dynastie) entsandte zwei Expeditionen in Abständen von zehn Jahren ins Wadi Maghara. Von Amenemhet III. finden sich zehn Inschriften über örtliche Expeditionen.